# Mary Booth
Pour les articles homonymes, voir Booth.

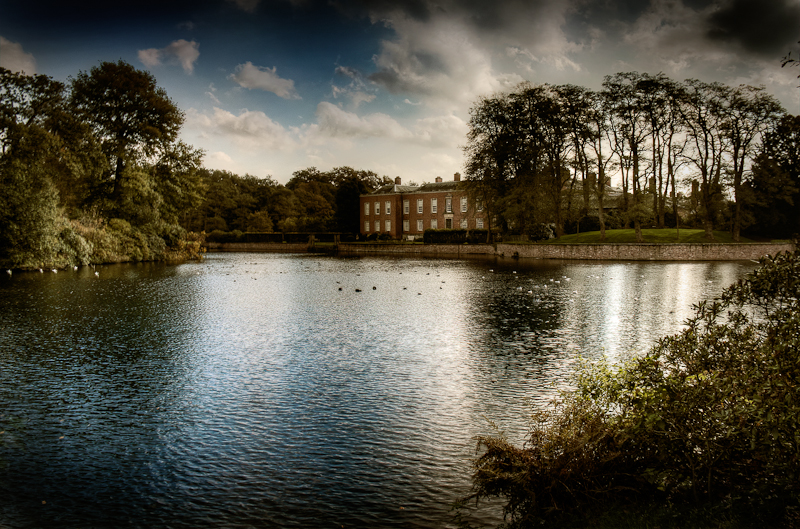
Dunham Massey, dans le Cheshire

Lady Mary Booth (1704–1772), fille unique de George Booth, 2e et dernier comte de Warrington, est héritière des grands domaines Booth, dans le Cheshire, Lancashire et ailleurs au nord-ouest d'Angleterre.

## Famille

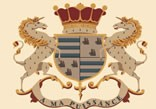
Armes des Booth-Grey.

Lady Mary Booth épouse, en 1736, Harry Grey, 4e comte de Stamford, dont :
- George Grey (1737–1819)[3], dit lord Grey, ensuite comte de Stamford et Warrington[4];
- L'hon. Booth Grey (1740–1802), MP pour Leicester ;
- L'hon. John Grey (1743–1802), avec issu[5].

### Biographie
Une grande dame de noblesse du XVIIe siècle, lady Mary Booth est également connue comme héritière des collections familiaux de trésors d'argenterie par Archambo, aussi bien que des grands domaines au nord-ouest d'Angleterre dévolus ensuite par mariage aux Grey.

## Voir aussi

Armes de famille